# Anne Castenschiold Bill
Anne Christiane Castenschiold, gift Bill, (født 24. maj 1959) er en dansk officer og var ved sin udnævnelse den højest rangerede kvinde i det danske forsvar.
1981-84 gik hun på Hærens Officersskole. 1983 blev hun sekondløjtnant, 1986 premierløjtnant, 1990 kaptajn, 1995 major og i blev hun oberstløjtnant og chef for 1. telegrafbataljon. Hun blev Ridder af Dannebrog 2002 og har modtaget Hæderstegnet for god tjeneste ved hæren.
Hun er mor til tre, har været gift, enlig mor og er nu atter gift. Bill har udgivet bogen Hvor der er vilje – et liv og en karriere, Forlaget Forum 2003.